# Uncontrollably Fond
Uncontrollably Fond (hangul: 함부로 애틋하게; hanja: 任意依戀; rr: Hamburo Aeteuthage) é uma série de televisão sul-coreana exibida pela KBS2 entre 6 de julho e 8 de setembro de 2016, estrelada por Kim Woo-bin e Bae Suzy.

## Enredo
Shin Joon-young (Kim Woo-bin) e No Eul (Bae Suzy) eram um casal que se separou durante a sua adolescência devido a uma relação malfadada, mas se encontram novamente depois de anos. Shin Joon-young é agora um ator-cantor, enquanto No Eul é uma produtora de documentário.

## Elenco

### Elenco principal
- Kim Woo-bin como Shin Joon-young
- Bae Suzy como No Eul
- Lim Ju-hwan como Choi Ji-tae
- Lim Ju-eun como Yoon Jeong-eun

### Elenco de apoio
- Jin Kyung como Shin Young-ok
- Choi Moo-sung como Jang Jung-shik
- Hwang Jung-min como Jang Jung-ja
- Park Soo-young como diretor executivo Namgoong
- Jung Soo-kyo como Jang Kook-young
- Jang Hee-ryoung como Jang Man-ok
- Lee Seo-won como No Jik
- Park Hwan Hee como Go Na-ri
- Kim Jae-hwa como Kim Bong-suk
- Lee Won-jong como No Jang Soo (o pai de No Eul; episódio 2)
- Yu Oh-seong como Choi Hyeon-joon
- Jung Seon-kyung como Lee Eun-soo
- Ryu Won como Choi Ha-roo
- Jung Dong-hwan como Yoon Sung-ho

### Outros
- Kim Ki-bang

## Trilha sonora
1. Ring My Bell - Bae Suzy - 3:27
2. Find the Differences (틀린그림찾기) - Lim Seul-ong e Kisum - 3:14
3. My Heart Speaks (가슴이 말해) - Kim Na-young - 4:09
4. Only U - Junggigo - 3:15
5. I Miss You (보고싶어) - Hyolyn - 3:49
6. Picture In My Head (내 머릿속 사진) - Kim Woo-bin - 3:44
7. Do You Know (혹시 아니) - Kim Woo-bin - 4:15
8. Don't Push Me (밀지마) - Wendy e Seulgi - 3:20
9. Don't Push Me (밀지마) (Ballad Ver.) - Wendy e Seulgi - 3:30
10. From When and Until When (어디부터 어디까지) - Tei
11. I Love You (사랑해요) - Kim Bum-soo
12. Love Is Hurting (사랑이 아프다) - Hwanhee (Fly to the Sky)
13. My Love - [Honey G]]
14. Shower (소나기) - Eric Nam
15. I Can Live (살 수 있다고) - Kim Yeon-joon (김연준)
16. A Little Braver - New Empire
17. Golden Love - Midnight Youth
18. When It's Good (좋을땐) - Bae Suzy (Miss A)

## Classificações
Na tabela abaixo, os números azuis representam as mais baixas classificações e os números vermelhos representam as classificações mais elevadas.
| Episódio | Data de transmissão original | Audiência média    | Audiência média              | Audiência média | Audiência média              |
| Episódio | Data de transmissão original | Classificação TNmS | Classificação TNmS           | Nielsen Korea   | Nielsen Korea                |
| Episódio | Data de transmissão original | Em todo o país     | Região Metropolitana de Seul | Em todo o país  | Região Metropolitana de Seul |
| -------- | ---------------------------- | ------------------ | ---------------------------- | --------------- | ---------------------------- |
| 1        | 6 de julho de 2016           | 11.5%              | 12.7%                        | 12.5%           | 13.8%                        |
| 2        | 7 de julho de 2016           | 9.3%               | 9.4%                         | 12.5%           | 12.8%                        |
| 3        | 13 de julho de 2016          | 10.7%              | 12.3%                        | 11.9%           | 13.3%                        |
| 4        | 14 de julho de 2016          | 9.4%               | 10.9%                        | 11.0%           | 12.0%                        |
| 5        | 20 de julho de 2016          | 10.9%              | 11.4%                        | 12.9%           | 14.0%                        |
| 6        | 21 de julho de 2016          | 10.0%              | 10.9%                        | 11.1%           | 11.5%                        |
| 7        | 27 de julho de 2016          | 8.7%               | 9.4%                         | 8.6%            | 9.5%                         |
| 8        | 28 de julho de 2016          | 8.0%               | 9.5%                         | 8.9%            | 10.1%                        |
| 9        | 3 de agosto de 2016          | 7.0%               | 8.0%                         | 8.2%            | 9.0%                         |
| 10       | 4 de agosto de 2016          | 7.1%               | 7.6%                         | 8.1%            | 9.0%                         |
| 11       | 10 de agosto de 2016         | 7.3%               | 8.1%                         | 7.9%            | 7.8%                         |
| 12       | 11 de agosto de 2016         | 9.6%               | 9.9%                         | 9.9%            | 10.6%                        |
| 13       | 17 de agosto de 2016         | 6.8%               | 6.8%                         | 8.0%            | 8.6%                         |
| 14       | 18 de agosto de 2016         | 6.6%               | 6.9%                         | 8.7%            | 9.6%                         |
| 15       | 24 de agosto de 2016         | 6.4%               | 7.1%                         | 8.0%            | 8.4%                         |
| 16       | 25 de agosto de 2016         | 6.1%               | 7.6%                         | 7.7%            | 8.4%                         |
| 17       | 31 de agosto de 2016         | 7.0%               | 6.1%                         | 8.0%            | 8.0%                         |
| 18       | 1 de setembro de 2016        | 7.2%               | 6.8%                         | 7.9%            | 8.5%                         |
| 19       | 7 de setembro de 2016        | 7.2%               | 8.0%                         | 8.0%            | 7.6%                         |
| 20       | 8 de setembro de 2016        | 7.4%               | 7.3%                         | 8.4%            | 9.0%                         |
| Média    | Média                        | 8.21%              | <8.84%                       | 9.41%           | 10.08%                       |